# Issoria
Genre
Issoria est un genre de lépidoptères (papillons) de la famille des Nymphalidae. Ses espèces sont présentes en Eurasie et en Afrique.

## Systématique
Le genre Issoria a été décrit par l'entomologiste allemand Jakob Hübner en 1819.
Son espèce type est Papilio lathonia Linnaeus, 1758. 
Il est classé dans la famille des Nymphalidae, la sous-famille des Heliconiinae, la tribu des Argynnini et la sous-tribu des Argynnina.
Il a pour synonymes juniors,, : 
- Rathora Moore, 1900
- Kuekenthaliella Reuss, 1921
- Pseudorathora Reuss, 1926
- Prokuekenthaliella Reuss, 1926
- Afrossoria Simonsen, 2004

Les espèces du genre sud-américain Yramea étaient auparavant placées dans Issoria, avant que la phylogénie ne confirme que ces deux genres sont distincts.

## Liste et répartition des espèces
D'après Funet :
- Issoria lathonia (Linnaeus, 1758) — le Petit nacré — Eurasie et Afrique du Nord.
- Issoria hanningtoni (Elwes, 1889) — Afrique orientale.
- Issoria smaragdifera (Butler, 1895) — Afrique orientale et australe.
- Issoria baumanni (Rebel & Rogenhofer, 1894) — Afrique orientale et australe.
- Issoria gemmata (Butler, 1881) — Himalaya.
- Issoria baileyi Huang, 1998 — Sud-Est du Tibet.
- Issoria eugenia (Eversmann, 1847) — du Tibet à l'Asie du Nord-Est.
- Issoria altissima (Elwes, 1882) — Himalaya.
- Issoria mackinnonii (de Nicéville, 1891) — Himalaya.

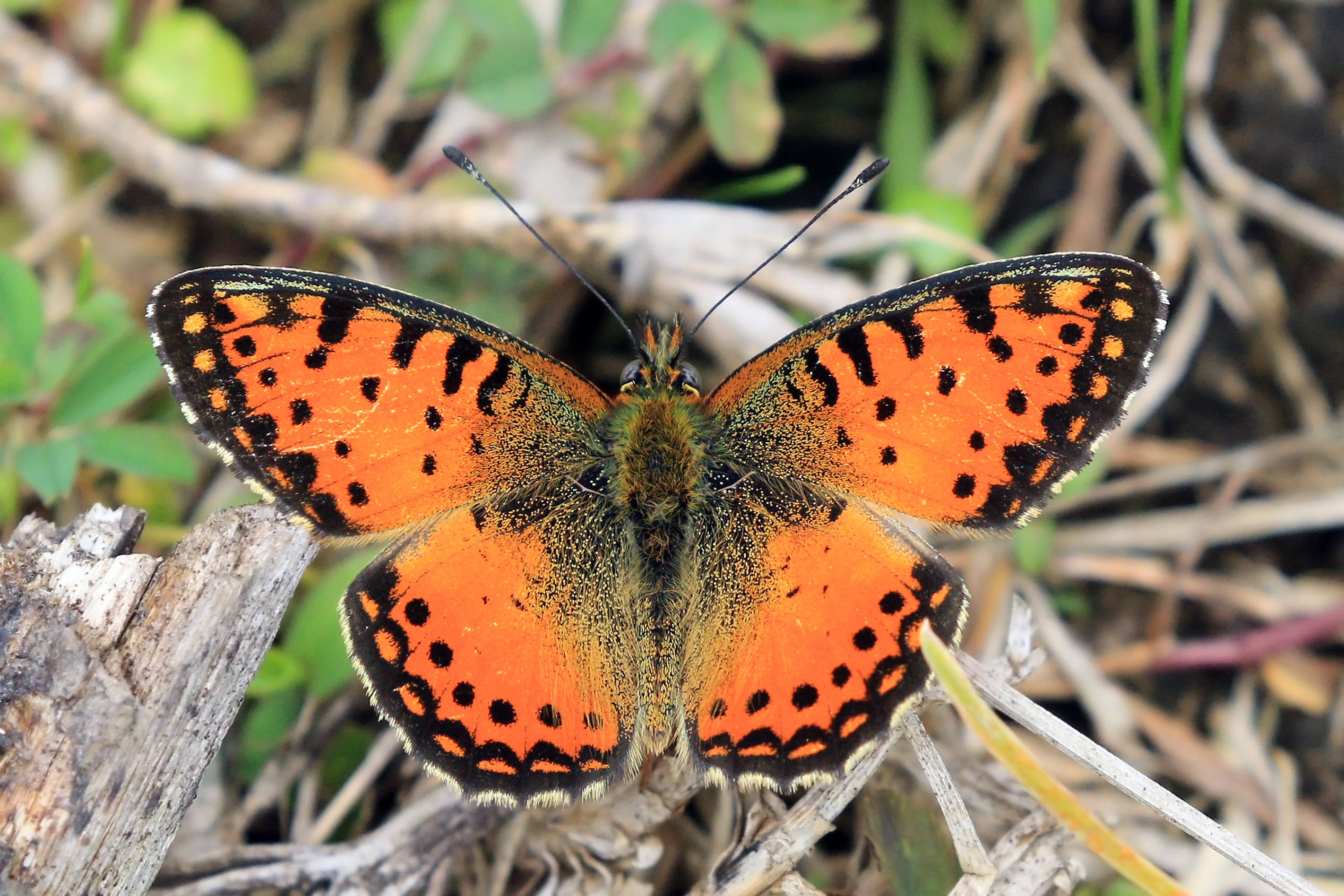
Issoria baumanni
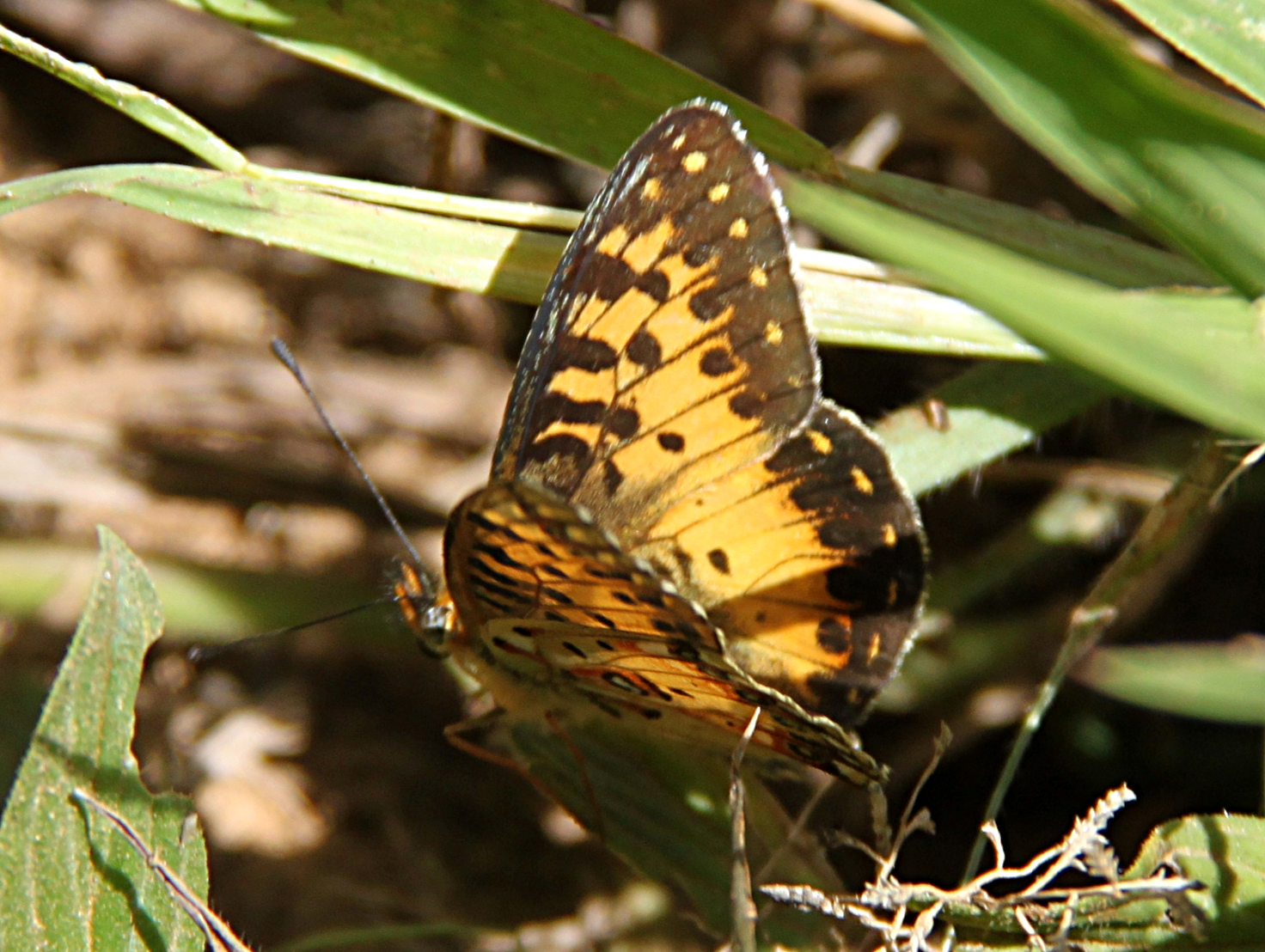
Issoria hanningtoni
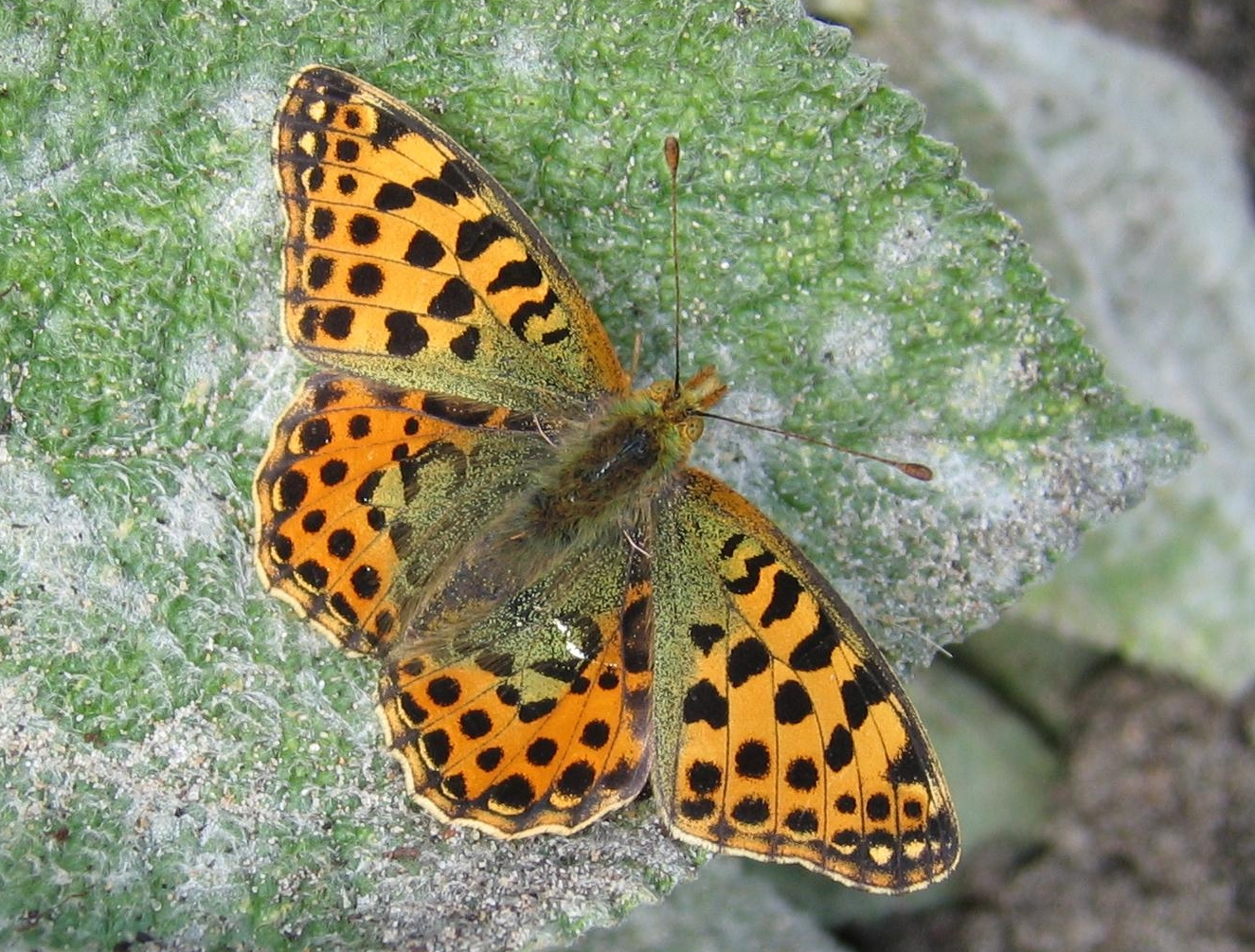
Issoria lathonia